# Huaguruncho
Der Huaguruncho oder Nevado Huaguruncho (auch Nevado Tarata oder Nevado Huagaruncho) ist ein vergletscherter Berg in der Verwaltungsregion Pasco in Zentral-Peru. Der Berg liegt in der Provinz Pasco. Die Distrikte Huachón und Ticlacayán treffen hier aufeinander. Der Huaguruncho ist mit 5723 m die höchste Erhebung der Cordillera Huaguruncho, einem Gebirgszug der peruanischen Zentralkordillere. Am Südfuß des Berges liegt die Ortschaft Huachón.
Das Bergmassiv wird größtenteils vom Río Huachón, einem linken Nebenfluss des Río Paucartambo, entwässert. An der Nordostflanke des Huaguruncho entspringen die Flüsse Quebrada Ranracancha und Río Lecma, die beide  dem Río Pozuzo zufließen.
Der nächstgelegene höhere Gipfel bildet der knapp 107 km entfernte Nevado Carnicero in der Cordillera Huayhuash in der peruanischen Westkordillere.

## Besteigungsgeschichte
Mike Westmacott und John Streetly, Teilnehmer einer britischen Expedition, gelang am 17. August 1956 die Erstbesteigung. Im Jahr 1970 erreichte eine norwegisch-US-amerikanische, 1975 eine japanische Expedition den Gipfel. Am 29. Mai 2003 gelang einer spanischen Bergsteigergruppe die Besteigung. In der jüngeren Zeit gab es weitere Besteigungen.